# Trychosis insularis
Trychosis insularis là một loài tò vò trong họ Ichneumonidae.